# USB Type-C

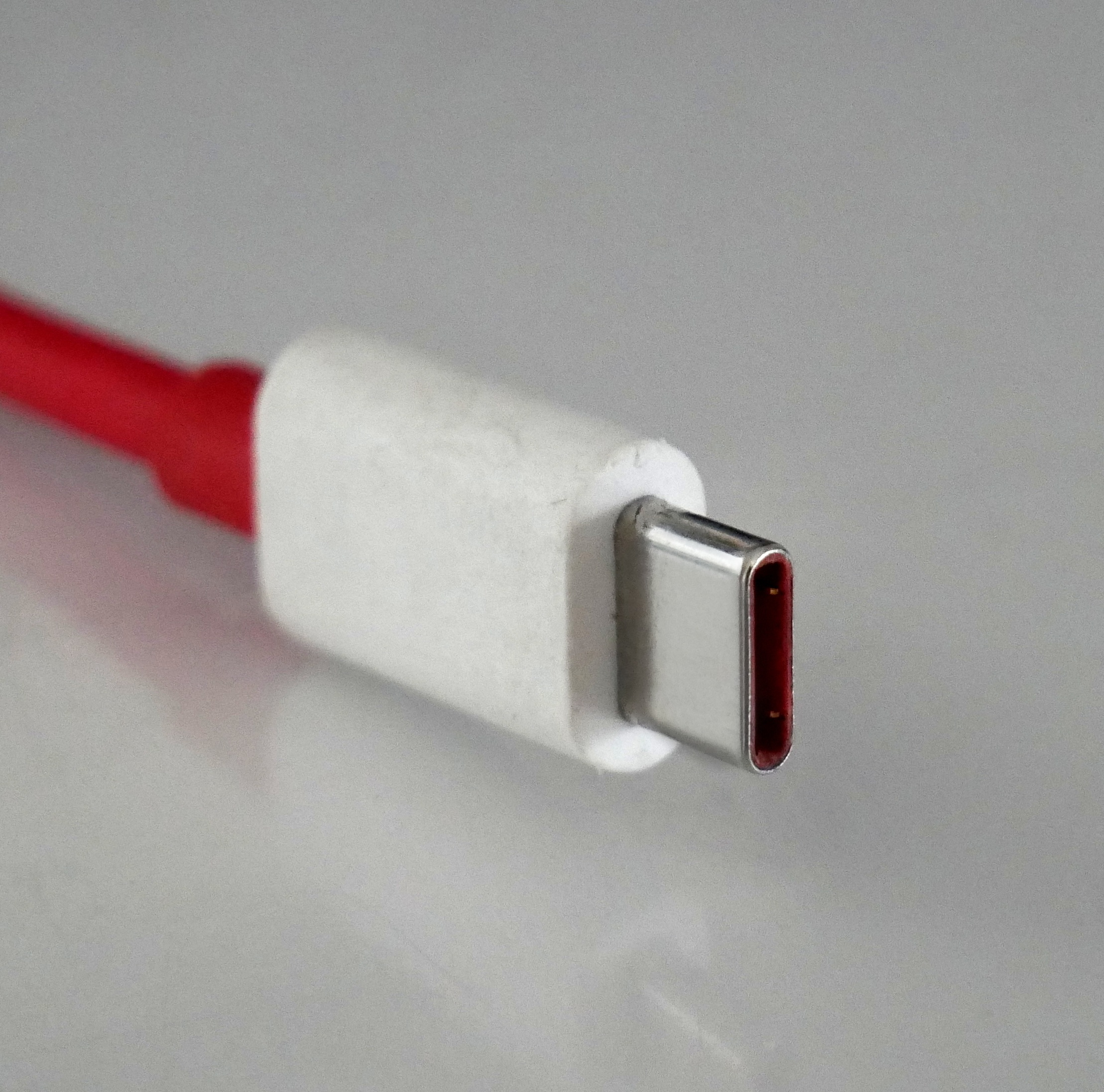
Connecteur USB-C.

Précédent
L'USB Type-C ou USB-C est un connecteur USB normalisé proposé par l'USB Implementers Forum et finalisé en août 2014. La norme est publiée à peu près en même temps que la norme USB 3.1.
En septembre 2021, la Commission européenne propose l'adoption d'un chargeur universel pour les appareils électroniques (dont les smartphones et les tablettes) imposant le port USB Type-C. Cette proposition est approuvée par le Parlement européen le 4 octobre 2022, puis par le Conseil de l'Union européenne le 23 novembre 2022.
Le connecteur est réversible grâce à son profil oblong symétrique, destiné à remplacer tous les connecteurs USB précédents, et conçu pour être polyvalent et pouvoir servir à de nombreux usages (alimentation électrique, transfert de données, branchement de câble audio, sortie vidéo, etc.), mais sa présence sur un appareil ou sur un câble ne signifie pas que celui-ci prend en charge tous les usages possibles.

## Brochage et branchement des câbles

### Câbles
Les câbles USB-C avec toutes les fonctions sont des câbles actifs marqués électroniquement et contiennent une puce avec une fonction d'identification basée sur le canal de configuration des données et des messages défini par le fournisseur (VDM) de la spécification USB Power Delivery 2.0. 

#### Alimentation
Les dispositifs USB-C prennent également en charge une alimentation de 1,5 Ampère (A) et 3 A via le bus de tension de 5 Volts (V), en plus d'une base de 900 mA. Les dispositifs peuvent négocier une augmentation de la puissance d'alimentation par le biais d'une ligne de configuration ou ils peuvent prendre en charge la spécification Power Delivery complète. Les câbles qui prennent en charge l'interface Thunderbolt 3 ont un symbole spécial.
Il existe sur le marché des câbles bon marché qui ne sont pas conformes à la norme USB-C et sont potentiellement dangereux pour les appareils connectés.

### Brochage

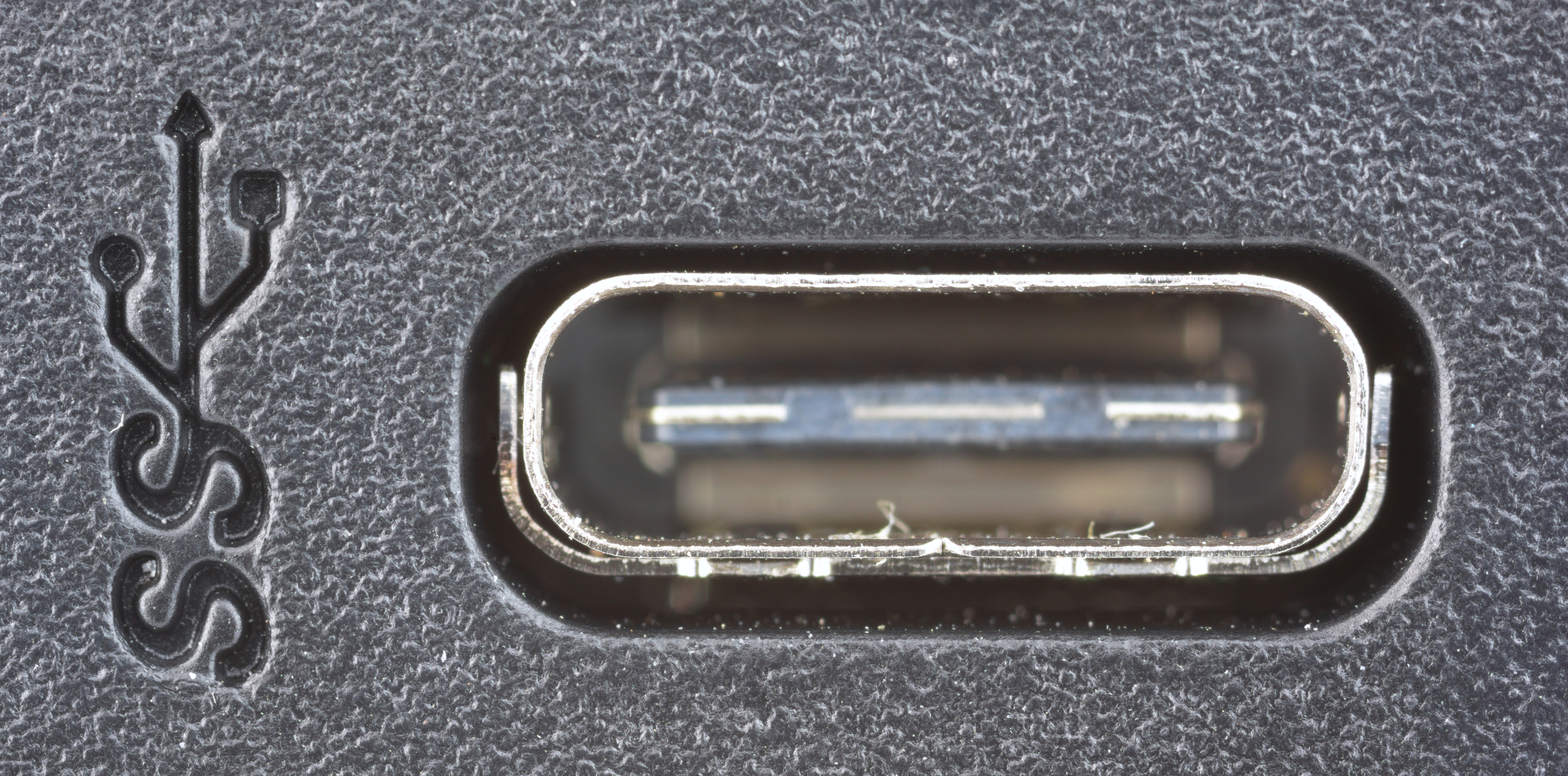
Socle d'une connectique de type USB-C

Cette section décrit la désignation et/ou le rôle de chacun des contacts (dénommés broches plus bas) de cette connectique de type USB Type-C, sous le vocable de brochage.
La symétrie centrale permet au connecteur de fonctionner avec une rotation de 180° dite réversible.
| Pin | Nom    | Description                                       | Pin | Nom    | Description                                       |
| --- | ------ | ------------------------------------------------- | --- | ------ | ------------------------------------------------- |
| A1 | GND    | Masse                                             | B12 | GND    | Masse                                             |
| A2 | SSTXp1 | Paire différentielle SuperSpeed #1, TX, positif   | B11 | SSRXp1 | Paire différentielle SuperSpeed #1, RX, positif   |
| A3 | SSTXn1 | Paire différentielle SuperSpeed #1, TX, négatif   | B10 | SSRXn1 | Paire différentielle SuperSpeed #1, RX, négatif   |
| A4 | VBUS   | Bus d'alimentation                                | B9  | VBUS   | Bus d'alimentation                                |
| A5 | CC1    | Canal de configuration                            | B8  | SBU2   | Usage alternatif (Sideband Use, SBU)              |
| A6 | Dp1    | Paire différentielle USB 2.0, position 1, positif | B7  | Dn2    | Paire différentielle USB 2.0, position 2, positif |
| A7 | Dn1    | Paire différentielle USB 2.0, position 1, négatif | B6  | Dp2    | Paire différentielle USB 2.0, position 2, négatif |
| A8 | SBU1   | Usage alternatif (Sideband Use, SBU)              | B5  | CC2    | Canal de configuration                            |
| A9 | VBUS   | Bus d'alimentation                                | B4  | VBUS   | Bus d'alimentation                                |
| A10 | SSRXn2 | Paire différentielle SuperSpeed #2, RX, négatif   | B3  | SSTXn2 | Paire différentielle SuperSpeed #2, TX, négatif   |
| A11 | SSRXp2 | Paire différentielle SuperSpeed #2, RX, positif   | B2  | SSTXp2 | Paire différentielle SuperSpeed #2, TX, positif   |
| A12 | GND    | Masse                                             | B1  | GND    | Masse                                             |
| Les paires différentielles USB 2.0 ne se connectent que d'un côté, la position 2 n'est pas présente physiquement dans le connecteur. |        |                                                   |     |        |                                                   |

Receptacle Type-C avec emplacement des broches

Les deux broches CC1 et CC2 du port doivent chacune avoir leur propre résistance 5,1 kΩ. Sinon, il peut avoir un dysfonctionnement avec certains câbles.

### Branchements

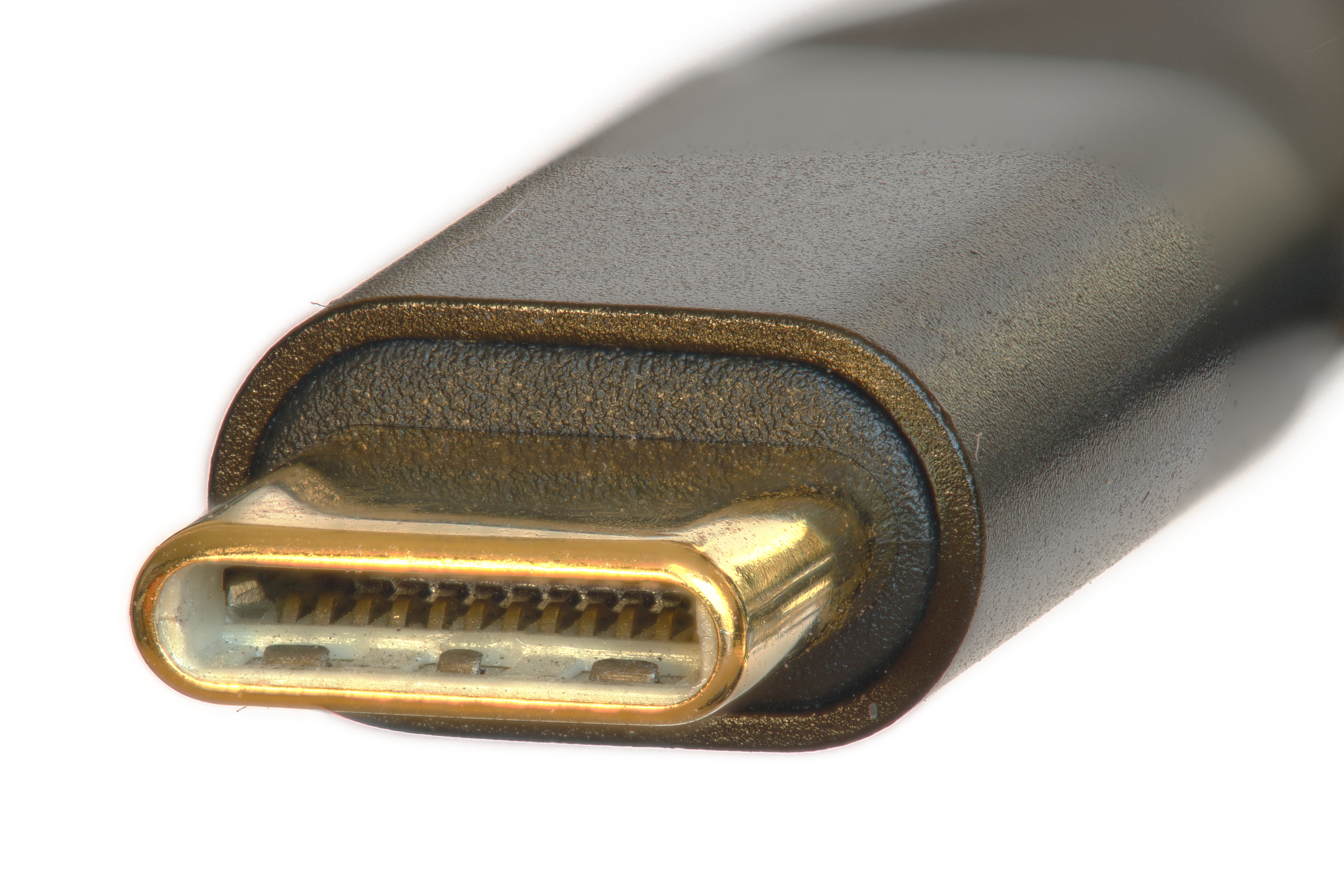
Connecteur USB-C

Cette section traite d'un câble qui contient des paires torsadées [pas clair]

La connectique du cable Type-C:
Les paires différentielles USB 2.0 ne se connectent que d'un côté, la position 2 n'est pas présente physiquement dans le connecteur.

| Prise Type-C 1                                                | Prise Type-C 1 | Câble Type-C | Câble Type-C          | Câble Type-C                        | Prise Type-C 2   | Prise Type-C 2 |
| Pin                                                           | Nom            | Couleur      | Nom                   | Description                         | Pin              | Nom            |
| ------------------------------------------------------------- | -------------- | ------------ | --------------------- | ----------------------------------- | ---------------- | -------------- |
| Enveloppe                                                     | Blindage       | Tresse       | Blindage              | Tressage externe du câble           | Enveloppe        | Blindage       |
| A1, B1, A12, B12                                              | GND            | Argenté      | GND_PWRrt1 GND_PWRrt2 | Masse de l'alimentation             | A1, B1, A12, B12 | GND            |
| A4, B4, A9, B9                                                | VBUS           | Rouge        | PWR_VBUS1 PWR_VBUS2   | Alimentation VBUS                   | A4, B4, A9, B9   | VBUS           |
| B5                                                            | VCONN          | Jaune        | PWR_VCONN             | Alimentation VCONN                  | B5               | VCONN          |
| A5                                                            | CC             | Bleu         | CC                    | Canal de configuration              | A5               | CC             |
| A6                                                            | Dp1            | Vert         | UTP_Dp                | Paire torsadée non blindée, positif | A6               | Dp1            |
| A7                                                            | Dn1            | Blanc        | UTP_Dn                | Paire torsadée non blindée, négatif | A7               | Dn1            |
| A8                                                            | SBU1           | Rouge        | SBU_A                 | Usage alternatif A                  | B8               | SBU2           |
| B8                                                            | SBU2           | Noir         | SBU_B                 | Usage alternatif B                  | A8               | SBU1           |
| A2                                                            | SSTXp1         | Jaune *      | SDPp1                 | Paire torsadée blindée #1, positif  | B11              | SSRXp1         |
| A3                                                            | SSTXn1         | Marron *     | SDPn1                 | Paire torsadée blindée #1, négatif  | B10              | SSRXn1         |
| B11                                                           | SSRXp1         | Vert *       | SDPp2                 | Paire torsadée blindée #2, positif  | A2               | SSTXp1         |
| B10                                                           | SSRXn1         | Orange *     | SDPn2                 | Paire torsadée blindée #2, négatif  | A3               | SSTXn1         |
| B2                                                            | SSTXp2         | Blanc *      | SDPp3                 | Paire torsadée blindée #3, positif  | A11              | SSRXp2         |
| B3                                                            | SSTXn2         | Noir *       | SDPn3                 | Paire torsadée blindée #3, négatif  | A10              | SSRXn2         |
| A11                                                           | SSRXp2         | Rouge *      | SDPp4                 | Paire torsadée blindée #4, positif  | B2               | SSTXp2         |
| A10                                                           | SSRXn2         | Bleu *       | SDPn4                 | Paire torsadée blindée #4, négatif  | B3               | SSTXn2         |
| * La couleur des paires différentielles n'est pas obligatoire |                |              |                       |                                     |                  |                |

### Utilisation des broches dans les différents modes
Les diagrammes ci-dessous représentent les broches (dénommés contacts plus haut) d'un connecteur USB-C dans les différents modes d'utilisations.

#### USB 2.0/1.1
Une connexion USB 2.0/1.1 utilise une paire de broches D+/D-. Ce mode ne nécessite pas de connexion au circuit de management pour fonctionner. Cependant en cas de connexion d'un appareil USB 2.0/1.1 à un port USB-C via un adaptateur (le connecteur physique étant différent, l'USB-C n'est pas rétro-compatible), l'utilisation de résistance « Ra » sur les broches CC est nécessaire, car l'hôte ne fournit pas d'alimentation tant qu'une connexion n'est pas détectée sur les broches CC. VBUS et GND fournissent alors 5 V et jusqu'à 500 mA.
| GND | TX1+ | TX1− | VBUS | CC1  | D+ | D− | SBU1 | VBUS | RX2− | RX2+ | GND |
| GND | RX1+ | RX1− | VBUS | SBU2 | D− | D+ | CC2  | VBUS | TX2− | TX2+ | GND |

#### USB Power Delivery
L'USB Power Delivery est une technologie d’alimentation électrique par port USB. Les appareils compatibles avec une telle recharge devraient être étiquetés USB PD dans l'union européenne.
L'USB Power Delivery utilise une des broches CC1 ou CC2 pour négocier l'alimentation entre les appareils connectés. Depuis 2021, la spécification USB Type-C autorise une alimentation jusqu'à 48 V et 5 A (soit 240 W). Cette communication est indépendante de tout mode de transmissions de données, et peut être utilisé conjointement avec n'importe lequel d'entre eux tant que l'utilisation des broches CC reste disponible.
| GND | TX1+ | TX1− | VBUS | CC1  | D+ | D− | SBU1 | VBUS | RX2− | RX2+ | GND |
| GND | RX1+ | RX1− | VBUS | SBU2 | D− | D+ | CC2  | VBUS | TX2− | TX2+ | GND |

#### USB 3.0/3.1/3.2
Dans le mode USB 3.0/3.1/3.2, deux ou quatre des liens haute vitesse sont utilisés en paires TX/RX pour fournir respectivement 5 à 10, ou 10 à 20 Gb/s de bande passante. Seul un des connecteurs CC est utilisé pour négocier le mode.
En mode lien unique, seules les paires différentielles les plus proches de la broche CC sont utilisées pour la transmission. Pour les doubles liens, les quatre paires différentielles sont utilisées.
Les broches VBUS et GND fournissent 5 V jusqu'à 900 mA, en accord avec la spécification USB 3.1. Un mode USB-C spécifique peut aussi être utilisé, pour une alimentation de 5 V à 1.5 A ou 3 A.. Une 3e alternative est d'activer un contrat Power Delivery.
Le lien D+/D- pour l'USB 2.0/1.1 n'est généralement pas utilisé quand une connexion USB 3.x est active, mais certains appareils tels que des hubs ouvrent simultanément les liens USB 2.0 et  3.x pour autoriser les deux types d'équipements à se connecter. D'autres appareils peuvent avoir un mode de secours en USB 2.0 si la connexion USB 3.x échoue.
| GND | TX1+ | TX1− | VBUS | CC1  | D+ | D− | SBU1 | VBUS | RX2− | RX2+ | GND |
| GND | RX1+ | RX1− | VBUS | SBU2 | D− | D+ | CC2  | VBUS | TX2− | TX2+ | GND |

#### USB4/USB4 2.0
La spécification USB4 publiée en août 2019 à permis d'augmenter la bande passante jusqu'à 40 Gbit/s. Cette nouvelle génération, basée sur le protocole Thunderbolt 3, impose l'utilisation du connecteur USB Type-C lors de son utilisation. Les broches utilisées sont les mêmes que la génération précédente mais l'USB4 transfère les données à 20 Gbit/s par voie sur deux voies de paires différentielles SuperSpeed.
| GND | TX1+ | TX1− | VBUS | CC1  | D+ | D− | SBU1 | VBUS | RX2− | RX2+ | GND |
| GND | RX1+ | RX1− | VBUS | SBU2 | D− | D+ | CC2  | VBUS | TX2− | TX2+ | GND |

#### Alternate Mode
Dans l'Alternate Mode, de un à quatre des liens hautes vitesses sont utilisés. SBU1 et SBU2 fournissent un lien supplémentaire à basse vitesse. Si deux des liens hautes vitesses restent inutilisés, une connexion USB 3.0/3.1 peut être établie en parallèle de l'Alternate Mode. Une des broches CC est utilisée pour établir l'ensemble des négociations. USB 2.0 est aussi disponible au travers des connecteurs D+/D-.
Pour l'alimentation, les appareils sont supposés négocier un contrat Power Delivery avant d'entrer en Alternate Mode.
| GND | TX1+ | TX1− | VBUS | CC1  | D+ | D− | SBU1 | VBUS | RX2− | RX2+ | GND |
| GND | RX1+ | RX1− | VBUS | SBU2 | D− | D+ | CC2  | VBUS | TX2− | TX2+ | GND |

#### Audio Adapter Accessory Mode
Dans ce mode, tous les circuits sont déconnectés du connecteur, et certaines broches sont réassignées pour des signaux analogiques. S'il est accepté, ce mode est activé lorsque les broches CC sont court-circuitées vers GND. D- et D+ deviennent alors respectivement les canaux gauche et droite du signal audio. Les broches SBU deviennent des broches microphone MIC et le signal de masse analogique AGND, ce dernier étant un signal de retour pour les deux broches audio et celle microphone. Cependant les broches MIC et AGND doivent avoir une capacité automatique d'interchangement, pour deux raisons : la première, l'USB-C est un connecteur réversible, la seconde, il n'y a pas de standard unique indiquant quel contacts TRRS doivent être MIC et GND.
Ce mode autorise aussi l'alimentation via les broches VBUS, mais uniquement à 5 V et 500 mA, les broches CC n'étant pas disponibles pour la négociation.
| GND | TX1+ | TX1− | VBUS | CC1  | R | L | MIC | VBUS | RX2− | RX2+ | GND |
| GND | RX1+ | RX1− | VBUS | AGND | L | R | CC2 | VBUS | TX2− | TX2+ | GND |

La détection de l'insertion du connecteur est effectuée par le détecteur physique de connecteur TRRS. À l'insertion, les broches CC et VCONN seront connectée (CC1 et CC2 dans le connecteur hôte). La résistance doit être inférieure à 800 Ω qui est la résistance "Ra" minimum indiqué dans la spécification USB Type-C.
| Connecteur TRRS | Signal audio analogique   | Connecteur USB Type-C |
| --------------- | ------------------------- | --------------------- |
| Pointe          | L                         | D−                    |
| Anneau 1        | R                         | D+                    |
| Anneau 2        | Microphone/masse          | SBU1 ou SBU2          |
| Manchon         | Microphone/masse          | SBU2 ou SBU1          |
| DETECT1         | Détection de la connexion | CC, VCONN             |
| DETECT2         | Détection de la connexion | GND                   |

## Autre utilisation du connecteur
Le mode « alternate » permet d'étendre l'utilisation de ce connecteur à d'autres usages.

### DisplayPort
La norme « VESA DisplayPort over USB-C » permet d'utiliser ce connecteur pour la vidéo. Il permet de brancher ainsi un moniteur avec un seul câble (vidéo et alimentation) ou l'utilisation d'un adaptateur compatible pour l'affichage sur un moniteur Displayport.

### Thunderbolt 3
Le Thunderbolt 3 utilise le même connecteur que l'USB Type-C, mais il utilise le mode alternate afin d'utiliser le protocole PCIe 3.0. Il reste compatible avec les périphériques USB standard. Mais il permet l'utilisation de carte PCIe externe, de moniteur ou autre périphérique Thunderbolt.

### VirtualLink
VirtualLink est un « mode alternatif » du standard USB Type-C. Dans sa version 1.0, il offre quatre voies DisplayPort 1.4 HBR3, une voie USB 3.1 Gen 2 et jusqu'à 27 watts d'alimentation électrique. Il n'utilise pas le protocole PCIe 3.0 et n'est donc pas compatible Thunderbolt 3. Il a pour objectif de fournir une interface de connexion standardisée entre les casques de réalité virtuelle et les ordinateurs, ce qui permettra de transférer l'affichage, les données et l'alimentation par un seul câble équipé d'un connecteur USB Type-C. On le trouve donc surtout sur des cartes graphiques prévues pour cet usage, mais il est tout à fait possible d’y brancher un moniteur équipé nativement d’un port USB-C répondant à la norme VESA DisplayPort over USB-C.

## Chargeur universel dans l'Union européenne
Le 7 juin 2022, un accord commun du Parlement européen et du Conseil de l'UE prévoit d'utiliser l'USB Type-C comme la norme du futur chargeur universel déjà en discussion depuis un moment. Cette décision est entérinée par un vote au Parlement européen le 4 octobre 2022 : 602 voix pour, 13 contre et 8 abstentions.
Elle donne lieu à la directive (UE) 2022/2380 du Parlement européen et du Conseil du 23 novembre 2022 modifiant la directive 2014/53/UE relative à l’harmonisation des législations des États membres concernant la mise à disposition sur le marché d’équipements radioélectriques.
Ce chargeur filaire universel devra s'imposer dès l'automne 2024 à tout le marché de l'Union européenne pour forcer les fabricants de certains appareils électroniques à utiliser un connecteur commun. En effet, un grand nombre d'appareils dont notamment les téléphones mobiles, les tablettes, les liseuses électroniques, les écouteurs, les casques, les appareils photo numériques, les consoles de jeux vidéo portables et les enceintes portatives devront être équipés d'un port USB Type-C quel que soit leur fabricant.
Un chargeur universel pour ordinateurs portables devrait également arriver dans un délai plus long, afin de s'imposer d'ici 2026.

### Avantages selon l'Union européenne
Faciliter la vie du consommateur est évidemment un des premiers aspects promus par l'Union, les citoyens de l'UE n'ayant plus besoin que d'un unique chargeur pour recharger tous les appareils concernés par la mesure. De plus, il devrait ainsi être plus facile pour le consommateur de repérer la compatibilité d'un chargeur avec tous ces appareils.
La Commission européenne prévoit également des effets bénéfiques pour l'environnement avec entre autres une réduction possible de presque 1 000 tonnes des déchets liés aux chargeurs.
Enfin, moins de chargeurs pourrait aussi permettre des économies allant jusqu'à « 250 millions d'euros par an » pour le consommateur, selon les estimations de l'UE.

### Critiques
L'opposition d'Apple quant au chargeur universel s'est accompagnée de multiples critiques sur « la liberté d'innover ». L'entreprise regrette une décision qui, selon elle, « imposera des pertes importantes aux fabricants, réduira le choix des consommateurs et générera des déchets électroniques supplémentaires ». Apple souhaite défendre sa norme Lightning qui équipe selon elle « plus d’un milliard d’appareils dans le monde ». La société sort l'iPhone 15 équipé d'une prise USB-C en septembre 2023, ainsi qu'un boitier USB-C pour les AirPods Pro et des EarPods à connectique USB-C.
Certains regrettent également que les systèmes de chargement sans fil ne soient pas concernés.

## Normes
Certaines normes sont publiées en Français par l'AFNOR. Par exemple:
- NF EN IEC 62680-1-3:2021 (mars 2021, Indice de classement : C 97-203-1-3) "Interfaces de bus universel en série pour les données et l'alimentation électrique Partie 1-3 : Composants communs – Spécification des câbles et connecteurs USB Type-C"[20].